# José Luís Tavares
Pour les articles homonymes, voir Tavares.
José Luís Tavares, né le 10 juin 1967 à Tarrafal sur l'île de Santiago, est un poète cap-verdien. Son œuvre a été plusieurs fois récompensée.